# Knox Railroad
| \| \| \| \| \| \| \| von Rockland \| \| \| \| Warren ME \| \| \| \| nach Portland \| \| \| \| Abzweig zum Kalkofen \| \| \| \| Wattons Mill ME \| \| \| \| South Union ME \| \| \| \| Union ME \| |  |                      |                      |
| |  |                      |                      |
| Strecke |  | von Rockland         | von Rockland         |
| Dienststation / Betriebs- oder Güterbahnhof |  | Warren ME            | Warren ME            |
| Abzweig ehemals geradeaus und nach links |  | nach Portland        | nach Portland        |
| Abzweig geradeaus und nach links (Strecke außer Betrieb) |  | Abzweig zum Kalkofen | Abzweig zum Kalkofen |
| Haltepunkt / Haltestelle (Strecke außer Betrieb) |  | Wattons Mill ME      | Wattons Mill ME      |
| Bahnhof (Strecke außer Betrieb) |  | South Union ME       | South Union ME       |
| Kopfbahnhof Streckenende (Strecke außer Betrieb) |  | Union ME             | Union ME             |

Die Knox Railroad ist eine ehemalige Eisenbahngesellschaft in Maine (Vereinigte Staaten). Sie wurde am 10. August 1889 als „George’s Valley Railroad“ gegründet und betrieb eine 12,9 Kilometer lange normalspurige Strecke von Warren nach Union sowie eine 0,8 Kilometer lange Anschlussbahn zu einem Kalkofen. In Warren gab es eine Verbindung zur Strecke der Knox and Lincoln Railway. Die Strecken wurden im Dezember 1893 eröffnet. Im Geschäftsjahr 1909/10 bestand der Fuhrpark der Gesellschaft aus einer Dampflok, einem Waggon, der sowohl Passagiere als auch Güter aufnehmen konnte, sowie zweier Dienstwagen. In dem Jahr wurden 5.950 Passagiere sowie 20.279 Tonnen Fracht transportiert.
1918 wollte die Bahngesellschaft die Strecke stilllegen. Da jedoch die Knox Lime Co., einer der wichtigsten Kunden der Bahn, den Weiterbetrieb wünschte, übernahm sie den größten Anteil an der George’s Valley Railroad und gründete die Gesellschaft in „Knox Railroad“ um. Dennoch wurde 1932 der Betrieb eingestellt und ein Großteil der Strecke bis auf den Anschluss zum Kalkofen stillgelegt. 1940 endete auch der Betrieb auf diesem Anschluss.